# Roger Milla
Roger Milla, teljes nevén Albert Roger Mooh Miller (1952. május 20.) kameruni labdarúgó. Az első olyan afrikai labdarúgó, aki híressé és elismertté vált a világon.

## Pályafutása
Hazája nemzeti tizenegyével három világbajnokságra jutott ki: az 1982-es spanyolországi, az 1990-es olaszországi és az 1994-es egyesült államokbeli tornán is meghatározó játékosa volt együttesének, az USA-ban minden idők legidősebb vb-játékosává vált azzal, hogy 42 évesen is pályára lépett.
Híressé 38 évesen, az 1990-es világbajnokságon vált, amikor 4 gólt szerezve a negyeddöntőig vezette a kameruni válogatottat.
Profi karrierjét Franciaországban töltötte, játszott a Valenciennes FC, az AS Monaco, az SC Bastia, az AS Saint-Étienne és a Montpellier HSC csapatában is. Az 1994-es viadalon Milla még egy rekordot felállított: az Oroszország elleni 6-1-es kiütéses vereség egyetlen kameruni találatát szerezve minden idők legidősebb vb-gólszerzőjévé vált.
Az ENSZ nagyköveteként küzd az AIDS ellen.

## Sikerei, díjai
Legnagyobb sikerei:
- vb-negyeddöntős (1990),
- 2x Afrikai Nemzetek Kupája-győztes (1984, 1988),
- Afrikai Kupagyőztesek Kupája-győztes (1976),
- kameruni bajnok (1972),
- Kameruni Kupa-győztes (1974),
- 2x Francia Kupa-győztes (1980, 1981),
- 2x afrikai aranylabdás (1976, 1990)